# Wujek Ridge
Wujek Ridge (in lingua inglese: Dorsale Wujek) è una dorsale rocciosa antartica che si sviluppa in direzione nord-sud e demarca il limite orientale della Davis Valley, nel Dufek Massif dei Monti Pensacola, in Antartide. 
La dorsale è stata mappata dall'United States Geological Survey (USGS) sulla base di rilevazioni e foto aeree scattate dalla U.S. Navy nel periodo 1956-66.
La denominazione è stata assegnata nel 1979 dall'Advisory Committee on Antarctic Names (US-ACAN) in onore di Stanley J. Wujek, pilota di elicotteri dell’Army Aviation Detachment che fornì supporto alle investigazioni dell'United States Geological Survey (USGS) nei Monti Pensacola nel 1965-66.